# Вальденебро
Вальденебро (ісп. Valdenebro) — муніципалітет в Іспанії, у складі автономної спільноти Кастилія-і-Леон, у провінції Сорія. Населення — 122 особи (2010).
Муніципалітет розташований на відстані близько 140 км на північний схід від Мадрида, 46 км на південний захід від Сорії.
На території муніципалітету розташовані такі населені пункти: (дані про населення за 2010 рік)
- Боос: 30 осіб
- Вальденебро: 92 особи

## Демографія
Динаміка населення (INE ):

## Галерея зображень

Розташування муніципалітету Вальденебро
Вальденебро, панорама